# Ślimak zaroślowy
Ślimak zaroślowy (Arianta arbustorum) – gatunek ślimaka płucodysznego z rodziny ślimakowatych (Helicidae).

## Występowanie
Jest szeroko rozprzestrzeniony w środkowej oraz północno-zachodniej Europie. Pospolity w wilgotnych lasach liściastych o gęstym podszycie. W Polsce jest jednym z najpospolitszych ślimaków lądowych. Ukrywa się pod opadłymi liśćmi, kamieniami, powalonymi drzewami oraz gałęziami. Chętnie wędruje po wilgotnym podłożu i wtedy go najłatwiej znaleźć.

## Muszla

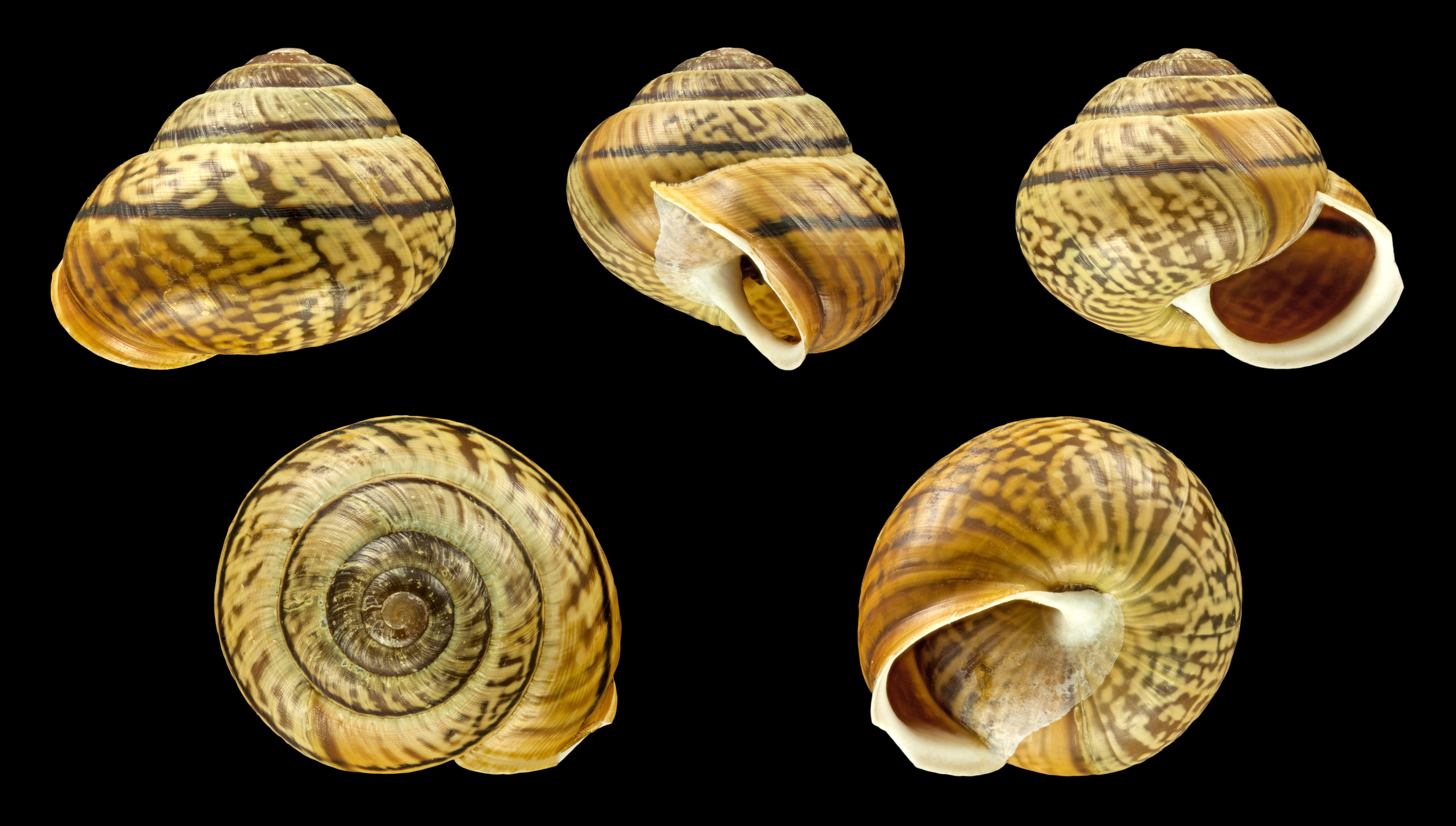
Arianta arbustorum alpicola

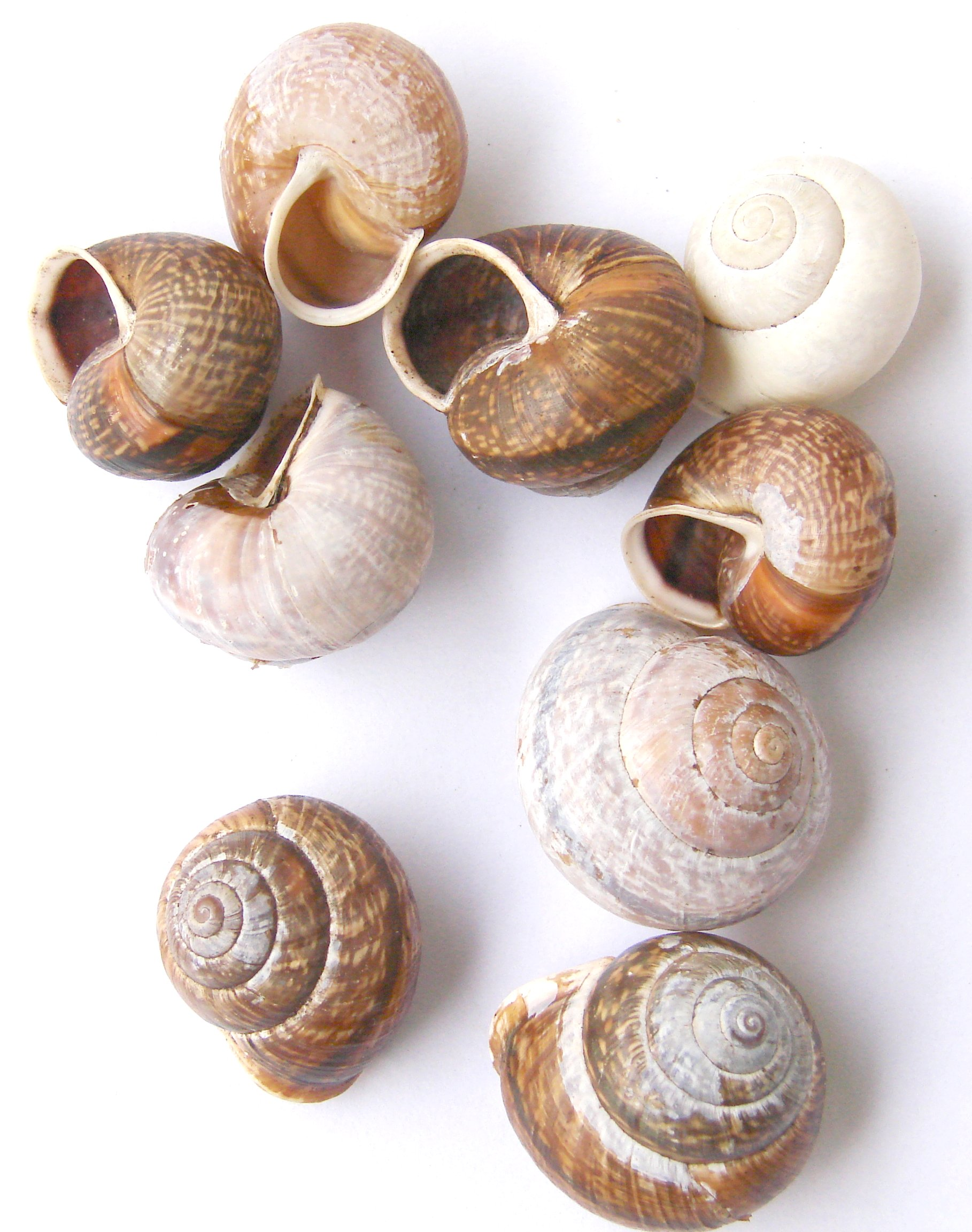
Muszle Arianta arbustorum

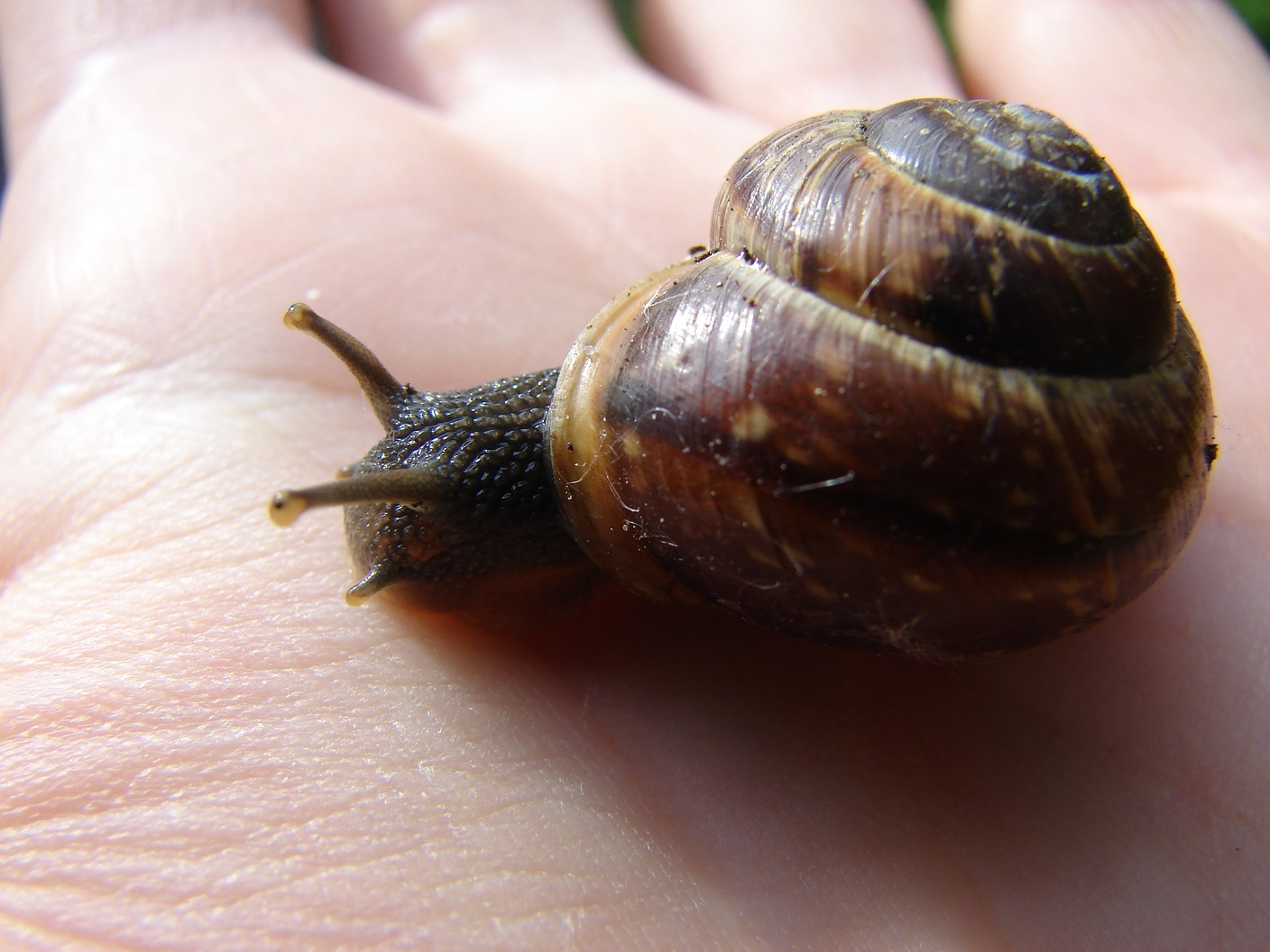
Ślimak zaroślowy. Maj. Góra Hugona. Świętochłowice.

Muszla bez dołka osiowego (podobnie jak u ślimaków z rodzaju Cepaea) z białą wargą i brzegiem otworu lekko wywiniętym na zewnątrz (przy wardze może to sprawiać wrażenie ukrytego dołka osiowego). Skorupka łatwo, nawet u żywych osobników, traci swą wierzchnią konchiolinową warstwę, przez co zwłaszcza szczyt muszli (najstarsza część) ma białawe ubytki a znalezione skorupki martwych ślimaków mogą być całkiem białe. Ogólnie skorupka brunatna z licznymi jaśniejszymi plamkami i prążkami (po obwodzie skrętu). Zwykle większa powierzchnia jaśniejsza występuje na ostatnim skręcie, na wysokości wargi. Na pierwszym i drugim skręcie łatwo zauważyć pojedynczy, ciemno brunatny pasek. 
Szerokość skorupki 18–25 mm, a wysokość 15–27 mm.

## Podgatunki
Wyróżnia się następujące podgatunki ślimaka zaroślowego:
- Arianta arbustorum alpicola (A. Férussac, 1821)
- Arianta arbustorum arbustorum (Linnaeus, 1758)
- Arianta arbustorum canigonensis (Boubée, 1833)
- Arianta arbustorum doriae (Paulucci, 1878)
- Arianta arbustorum picea (Rossmässler, 1837)
- Arianta arbustorum pseudorudis (Schlesch, 1924)
- Arianta arbustorum repellini (Reeve, 1852)
- Arianta arbustorum styriaca (Frauenfeld, 1868)
- Arianta arbustorum vareliensis Ripken & Falkner, 2000